# ミノル・ヤマサキ
ミノル・ヤマサキ（山崎實、英語: Minoru Yamasaki、1912年12月1日 - 1986年2月6日）は、日系アメリカ人建築家。ワシントン州シアトル出身の日系二世。ニューヨーク世界貿易センタービルの設計者。日系の近代建築家として、アメリカで確固たる地位を築く。AIAのファースト・オナー・アウォーズで4度（Honor3度、Merit1度）受賞。日本でも芦屋浜シーサイドタウンなどの設計を手がけたことで有名。
ピューリッツァー賞受賞の写真家・タロウ・ヤマサキは長男。

## 略歴
- 1912年12月1日に富山県富山市山室出身の日系移民の子としてシアトルに誕生。ワシントン大学卒業後、ニューヨーク大学で修士号を取得。
- 1941年、テルコ・ヒラシキと結婚。
- 1945年、大手設計事務所スミス・ヒンチマン&グリルス事務所のチーフデザイナーとなる。
- 1949年、スミス・ヒンチマンの事務所の同僚とデトロイトとセントルイスに事務所を開設。
- 1955年、セントルイス・ランバート国際空港の設計で注目される。
- 1961年、テルコ・ヒラシキと離婚し、ペギー・ワティーと再婚。その2年後に離婚。さらに日系人の女性と3度目の結婚をするがすぐに破局。
- 1969年、テルコ・ヒラシキと再婚。
- 1986年2月7日、胃癌のため死去。73歳。

## 生涯
1912年12月1日に富山県出身の日系移民の子としてシアトルに生まれた。父親は靴職人だった。建築家を志したのは、建築家であった母方のおじの影響だった。学費を稼ぐためにアラスカの鮭の缶工場で働き、ワシントン大学の建築学科を首席で卒業。ニューヨーク大学大学院（夜間部）で修士号を取得した。不景気と人種差別のため瀬戸物の包装などの仕事をしていたこともあった。
真珠湾攻撃の2日前に、日系アメリカ人のピアニストであった平敷照子と結婚。その後、シュリブ、ラム&ハーモン事務所（エンパイア・ステート・ビルディングの設計をした建築設計事務所）、ハリソン、フォールオウクス&アブラモヴィッツ事務所（ロックフェラー・センターの設計をした建築設計事務所）、レイモンド・ローウィ事務所（世界的に有名なインダストリアルデザイナーの事務所）などニューヨークの有名な建築設計事務所・デザインスタジオを渡り歩き修行した。
1945年、大手建築設計事務所スミス・ヒンチマン&グリルス事務所（所員600人）のチーフデザイナーとなる。1949年、スミス・ヒンチマンの建築設計事務所の同僚だったジョージ・ヘルマスとジョセフ・ラインウェーバーをパートナーとしてデトロイトとセントルイスに建築設計事務所を開設した。これによって注文が殺到し、過労により胃潰瘍を繰り返し、一時危篤状態にまでなったこともあった。その後、パートナーを解消し、セントルイス事務所は、ヘルマス、オバタ&カッサバウム事務所(HOK)に、デトロイトは、ヤマサキとラインウェーバーを中心に存続した（1959年にヤマサキ&アソシエイツに改称）。
1955年、セントルイス国際空港の設計で、翌年にはプルーイット・アイゴー団地の完成で注目される。ヤマサキはパートナー事務所を開設後、4度もアメリカ建築家協会(AIA)のファースト・オナー・アウォーズを受賞している。そして、1970年代初めには、彼の代表作であるニューヨーク世界貿易センタービルに取り組むことになる。

## 4度の結婚
1941年、29歳のときにテルコ・ヒラシキと結婚。20年連れ添ったあと、1961年に離婚。同年、ペギー・ワティーと2度目の結婚をするが、2年で離婚。その後、日系人の女性と3度目の結婚をするがすぐに離婚。1969年、テルコ・ヒラシキと2度目（通算4度目）の結婚をした。この頃を振り返って、彼は、"I was a bad boy." とコメントしている。
なお、テルコとの間に生まれた長男・タロウ・ヤマサキは写真家となり1981年度ピューリッツァー賞（特集写真部門）を受賞している。

## 主な作品

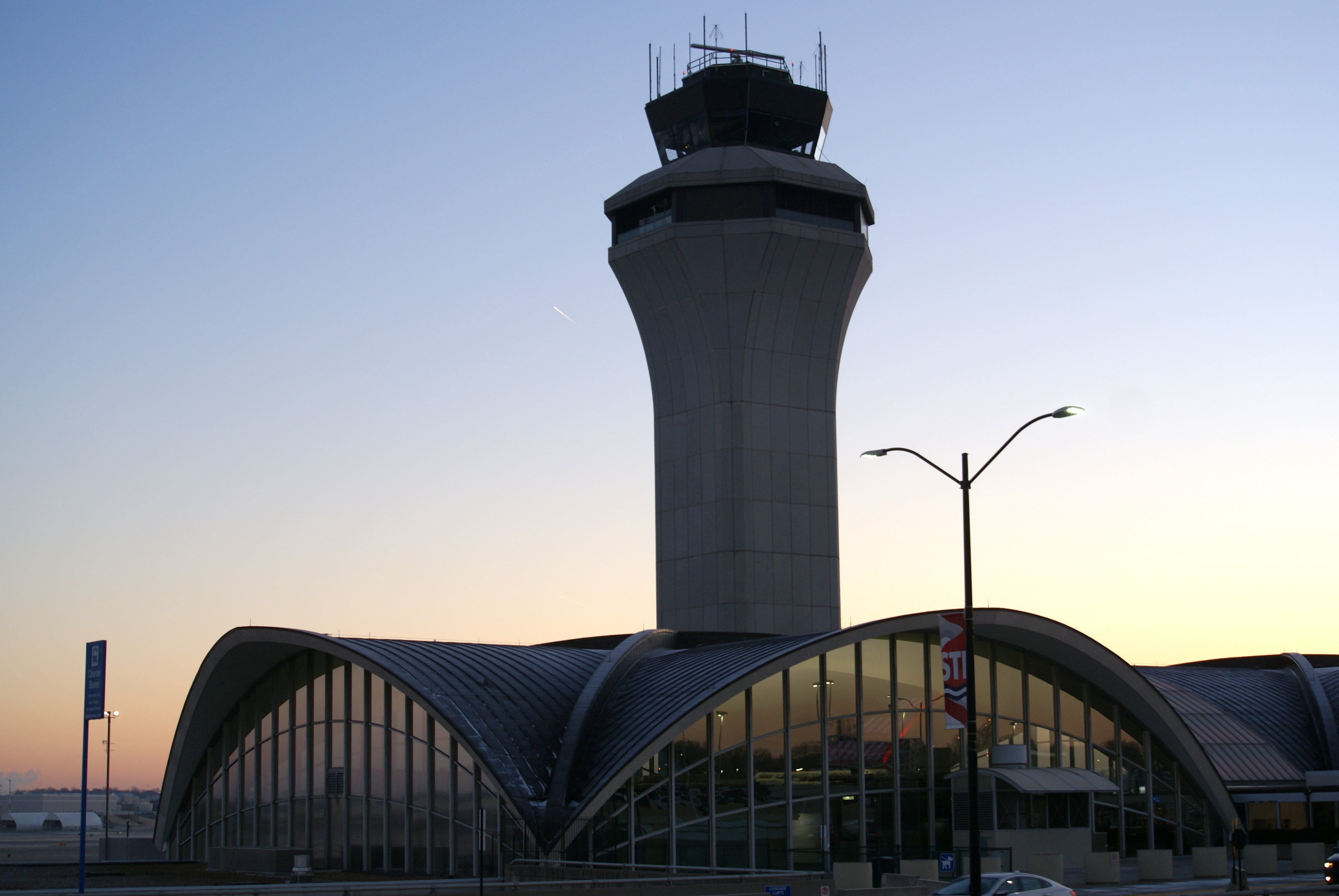
セントルイス国際空港ターミナル

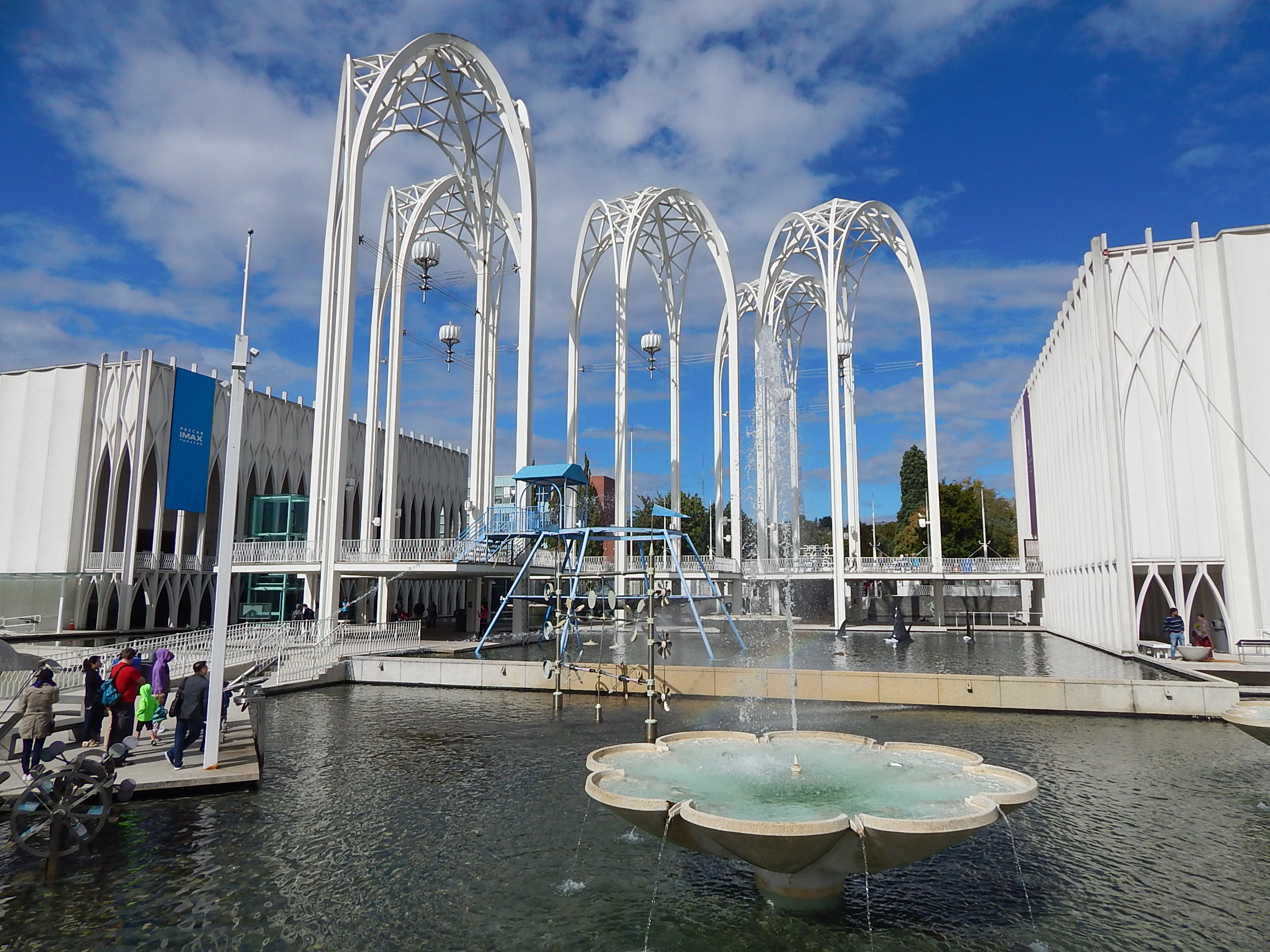
パシフィックサイエンスセンター

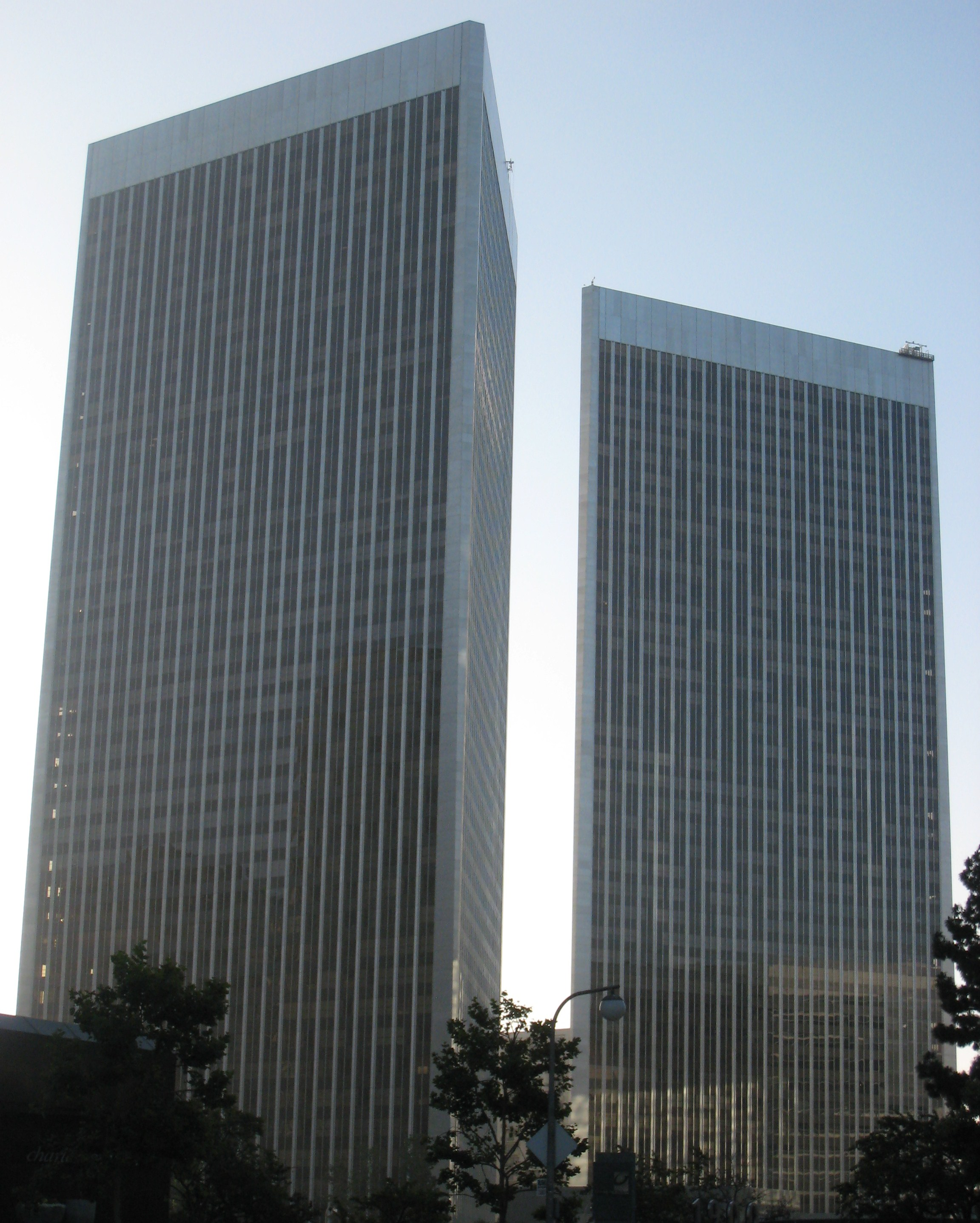
センチュリープラザ・タワーズ

- プルーイット・アイゴー団地（セントルイス、1951年） - 都市計画の失敗例として有名
- 在神戸米国総領事館（神戸、1954年改装、日本建築学会賞作品賞）
- セントルイス国際空港メインターミナル（セントルイス、1955年）
- レイノルズ・メタル本社ビル（デトロイト郊外、1959年）
- パシフィックサイエンスセンター（シアトル、1962年）
- ハーバード大学ウィリアム・ジェームズ・ホール（ボストン郊外、1963年）
- プリンストン大学ロバートソン・ホール（プリンストン、1964年）
- ノースショア・シナゴーグ（イリノイ州グレンコー、1964年）
- センチュリープラザ・ホテル（ロサンゼルス、1966年）
- オベリン大学（オハイオ州オベリン、1966年）
- ローガン国際空港イースタン航空ターミナル（ボストン、1968年）
- ワールドトレードセンター（ニューヨーク、1966年着工、1973年完成） - 2001年の9/11テロで倒壊。
- リッチモンド連邦準備銀行（リッチモンド、1978年）
- センチュリープラザ・タワーズ（ロサンゼルス、1978年）
- シェラトン都ホテル東京（東京、1979年）
- 神慈秀明会ホール（滋賀県甲賀市信楽、1988年） - 新宗教「神慈秀明会」の大礼拝堂。非公開。
- トーレ・ピカソ（マドリード、1988年）

そのほか、オフィスビル、空港ターミナル、大学、美術館、公共建築など世界各地に作品がある。

## アメリカ建築家協会ファースト・オナー・アウォーズ
- 1959年(Honor)　McGregor Memorial Community Conference Center(Detroit)/Minoru Yamasaki & Associates
- 1959年(Merit)　Benjamin Franklin Jr. High School(Wayne)/Minoru Yamasaki & Associates
- 1961年(Honor)　Reynolds Metals Regional Sales (Detroit)/Minoru Yamasaki
- 1963年(Honor)　Dhahran International Air Terminal(Dhahran,Saudi Arabia)/Ralph M. Parsons Co.; Minoru Yamasaki

## ニューヨーク・ワールドトレードセンター

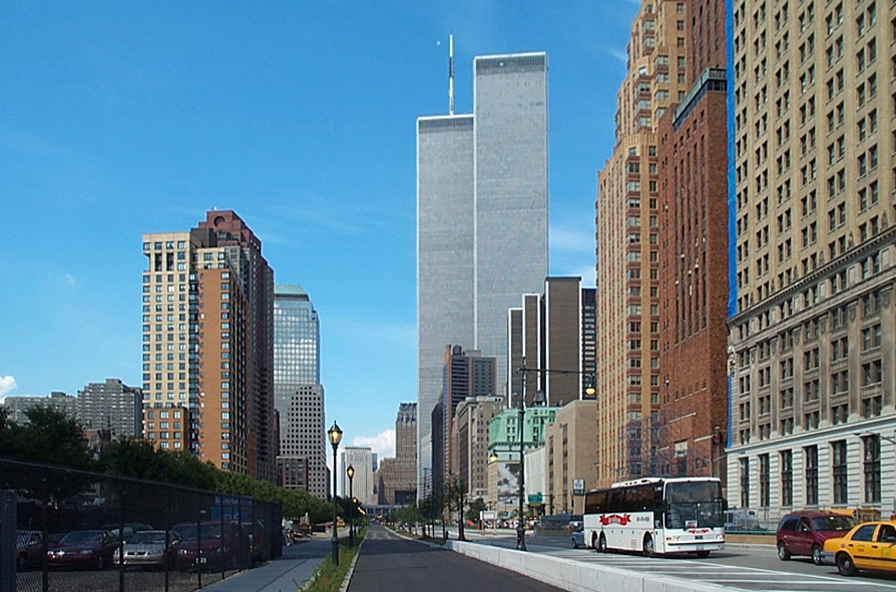
倒壊以前のWTC

ニューヨーク・ワールドトレードセンタービル（WTCビル）は、ミノル・ヤマサキと彼が率いる建築設計事務所が設計を受託した（構造エンジニアを担当したのはレスリー・ロバートソン、エメリー・ロス・アンド・サンズ (Emery Roth and Sons)。建築デザインを、ミノル・ヤマサキ）。
このWTCビルのツインタワーには、ヤマサキが発案したチューブ構造・鋼鉄構造が採用されている。チューブ構造とは、全体としてはちょうど鳥かごのような構造になっており、外壁部分に建物を支える縦の柱を無数に並べることによって、オフィス内に立ち並ぶ柱をなくすことができるという画期的な構造で、ビルの有効面積を大きくし、賃料収入をより多く得ることができる。WTCビルは、中心にエレベーター、階段、シャフト等で固めることによって、ちょうど中心に構造的に強い幹を配する形になっている。この中心の幹から四周に梁を延ばし、これに窓枠（建物を支える外壁の鉄柱のかご）を固定していた。
ワールド・トレード・センター・コンプレックスは、7つのビルによって構成されるが、そのシンボルはツインタワー（1973年施工）であった。
2001年9月11日のテロ事件の際、2機の飛行機がWTCビル（ツインタワー）に突撃。この2機の飛行機の突撃とそれと共に起こった火災の高熱によって構造を支える外壁が溶解し、ツインタワーは相次いで倒壊することになる。この倒壊は、チューブ構造の構造的欠陥にあるとされる。具体的な倒壊のメカニズムは、ドミノ崩壊といわれている。これは、構造を支えていた外壁や柱が溶解することで、それより上部の部分が落下し、その重さによって次々に床が抜け倒壊に至ったとされる。
ヤマサキは、「ビルの寿命はせいぜい20年」と述べている。その理由として、「10年後の生活環境を明確につかむことができないのに、20年後は考えてみても見当もつかないからだ」と、述べている。その結果、現在最も機能的であると同時に、不適当になった場合に、短期間でいかに壊せるかを設計の考慮に入れていると述べている。テロ事件は、施工から27年経過していたわけであり、ヤマサキの考えによれば、WTCビルは（構造上の耐久性はともかくとして）、建築デザイン的には想定の寿命を過ぎていたことになる。あえて言えば、この撤去の容易さを考慮に入れて設計していたことが、意図せざる結果として倒壊を招いたとの批判が見られる。
その一方で、大きな衝撃を食らったにもかかわらず、崩壊までかなりの時間があった。航空機の衝突自体は、想定した設計だったという。構造設計をしたレスリー・ロバートソンは「設計当時、最大の航空機であったボーイング707型機が衝突し、衝突面の3分の2の柱が壊されても、持ちこたえる構造だった」と語っている。ただし、実際に衝突した航空機が想定以上に大型なボーイング767であり、衝突による火災の発生が想定を大幅に上回っていた可能性がある。
このテロによってツインタワーが倒壊したことは、設計を行った関係者に相当ショックだったようで、構造設計を担当した人物がある講演会で質問に答えた際、感情を抑えきれず号泣したと伝えられる。

## 日本語文献
- 『ミノル・ヤマサキ　建築作品集』西本泰久・石井早苗訳、淡交社、1980年
- 『ミノル・ヤマサキ　現代建築家シリーズ第2期』美術出版社、1968年
- 飯塚真紀子『9・11の標的をつくった男－天才と差別　建築家ミノル・ヤマサキの生涯』講談社、2010年